# Oskar Kruus
Oskar Kruus (* 29. September 1929 in Vana-Otepää; † 29. Oktober 2007 in Tallinn) war ein estnischer Literaturwissenschaftler, Kritiker und Schriftsteller.

## Leben
Oskar Kruus machte 1947 in Otepää Abitur und immatrikulierte sich 1948 an der Universität Tartu. Nach einem Jahr in der rechtswissenschaftlichen Fakultät wechselte er 1949 zum Fach estnische Philologie. 1953 schloss er das Studium in der Fachrichtung estnische Literatur mit einer „überaus umfangreichen“ Arbeit zu Jakob Mändmets ab. Von 1953 bis 1973 arbeitete und forschte er im „Institut für Sprache und Literatur“ der Estnischen Akademie der Wissenschaften in Tallinn. Danach folgten einige kurzzeitige Anstellungen: Von 1973 bis 1974 war Kruus in der Redaktion von Looming, 1974 bis 1975 am Theater in Pärnu, und von 1976 bis 1977 beim Estnischen Schriftstellerverband.
Nach einer freiberuflichen Periode (1977–1986) arbeitete Kruus vier Jahre beim Verlag Eesti Raamat (1986–1990). Von 1993 bis 1997 war er Dozent an der Pädagogischen Universität Tallinn. In dieser Periode holte er auch seine akademischen Grade nach: 1993 Magister und 1996 Doktor.
Oskar Kruus war seit 1970 Mitglied des Estnischen Schriftstellerverbandes.

## Wissenschaftliches Werk
Kruus publizierte seit 1947 Kritiken und literaturwissenschaftliche Untersuchungen. Dabei liegt sein Schwerpunkt auf Faktenreichtum und nicht auf literaturtheoretischen Erörterungen. Häufig hat er zahlreiche biografische Einzelheiten von Autoren zusammengetragen und die literarische Öffentlichkeit mit detailreichem Hintergrundwissen versorgt. Nicht zufällig wurde er in einer Rezension schlicht als „bekannter estnischer Biograf“ bezeichnet. Auch stammt aus seiner Feder eine Darstellung über den Einfluss der Staatsmacht auf die Schriftstellerinnen und Schriftsteller in Estland. In einem anderen Beitrag berichtet er über die Eheschließungen von einer Reihe von Autoren. Ferner hat er eine Monografie über estnische Schriftstellerinnen abgefasst.
Zu einer Reihe von Autorinnen und Autoren hat Oskar Kruus Monografien vorgelegt: Karl August Hindrey, Bernard Kangro, Raimond Kolk, Jakob Mändmets, Juhan Sütiste und Hella Wuolijoki.

## Literarisches Werk
Kruus debütierte 1962 mit einem Gedichtband, dessen Verse als „sehr mittelmäßig“ bezeichnet wurden. Es folgte noch ein weiterer Gedichtband, aber die Kritik stellte bald fest, dass Prosa mehr dem Wesen des Autors entspräche. In diesem Bereich legte er denn auch einige Romane vor, wobei allerdings ebenfalls vor allem der kulturhistorische Wert hervorgehoben wurde, während die Sprache und das künstlerische Niveau auf Kritik stießen. So stellt der Historiker (und spätere Ministerpräsident Estlands) Mart Laar lakonisch fest, dass man Oskar Kruus‘ Roman „nicht mit der Prosa von Jaan Kross vergleichen“ könne. Dementsprechend ist auch das Memoirenwerk von Oskar Kruus vor allem im Hinblick auf das darin enthaltene „literaturhistorische Material“ gewürdigt worden.

## Auszeichnungen
- 2001 Orden des weißen Sterns (Medaillen-Klasse)
- 2004 Bernard-Kangro-Preis

## Bibliografie